# 喜連西
喜連西（きれにし）は、大阪府大阪市平野区にある町名。明治時代の古地図によれば今川迄喜連村 その後道路開通にあたり矢田住道一部表通り喜連西に編入。現行行政地名は喜連西一丁目から喜連西六丁目。

## 地理
平野区の西部に位置し、北に平野西、東に喜連、南東に瓜破西、南西に東住吉区住道矢田、西に東住吉区湯里と接している。

## 歴史

### 沿革
1974年（昭和49年）、大阪市東住吉区喜連町・湯里町・平野流町・瓜破西之町・今林町・矢田外沼町の各一部より、平野区喜連西1 - 6丁目成立。

## 世帯数と人口
2024年（令和6年）9月30日現在の世帯数と人口は以下の通りである。
| 丁目         | 世帯数    | 人口     |
| ------------ | --------- | -------- |
| 喜連西一丁目 | 1,376世帯 | 2,808人  |
| 喜連西二丁目 | 639世帯   | 1,191人  |
| 喜連西三丁目 | 1,526世帯 | 2,720人  |
| 喜連西四丁目 | 1,220世帯 | 2,022人  |
| 喜連西五丁目 | 1,028世帯 | 1,818人  |
| 喜連西六丁目 | 247世帯   | 462人    |
| 計           | 6,036世帯 | 11,021人 |

### 人口の変遷
国勢調査による人口の推移。
| 1995年（平成7年）  | 11,363人 | [ 6 ]  |  |
| 2000年（平成12年） | 12,331人 | [ 7 ]  |  |
| 2005年（平成17年） | 11,855人 | [ 8 ]  |  |
| 2010年（平成22年） | 11,980人 | [ 9 ]  |  |
| 2015年（平成27年） | 11,650人 | [ 10 ] |  |
| 2020年（令和2年）  | 11,511人 | [ 11 ] |  |

### 世帯数の変遷
国勢調査による世帯数の推移。
| 1995年（平成7年）  | 4,463世帯 | [ 6 ]  |  |
| 2000年（平成12年） | 4,989世帯 | [ 7 ]  |  |
| 2005年（平成17年） | 5,068世帯 | [ 8 ]  |  |
| 2010年（平成22年） | 5,354世帯 | [ 9 ]  |  |
| 2015年（平成27年） | 5,428世帯 | [ 10 ] |  |
| 2020年（令和2年）  | 5,687世帯 | [ 11 ] |  |

## 学区
市立小・中学校に通う場合、学区は以下の通りとなる。なお、小学校・中学校入学時に学校選択制度を導入しており、通学区域以外に通学区域に隣接している小学校・平野区内にある中学校から選択することも可能。
| 丁目         | 番   | 小学校               | 中学校             |
| ------------ | ---- | -------------------- | ------------------ |
| 喜連西一丁目 | 全域 | 大阪市立喜連西小学校 | 大阪市立摂陽中学校 |
| 喜連西二丁目 | 全域 | 大阪市立喜連西小学校 | 大阪市立摂陽中学校 |
| 喜連西三丁目 | 全域 | 大阪市立喜連西小学校 | 大阪市立摂陽中学校 |
| 喜連西四丁目 | 全域 | 大阪市立喜連西小学校 | 大阪市立摂陽中学校 |
| 喜連西五丁目 | 全域 | 大阪市立喜連北小学校 | 大阪市立喜連中学校 |
| 喜連西六丁目 | 全域 | 大阪市立喜連小学校   | 大阪市立喜連中学校 |

## 事業所
2021年（令和3年）現在の経済センサス調査による事業所数と従業員数は以下の通りである。
| 丁目         | 事業所数  | 従業員数 |
| ------------ | --------- | -------- |
| 喜連西一丁目 | 41事業所  | 263人    |
| 喜連西二丁目 | 20事業所  | 193人    |
| 喜連西三丁目 | 31事業所  | 212人    |
| 喜連西四丁目 | 51事業所  | 800人    |
| 喜連西五丁目 | 51事業所  | 619人    |
| 喜連西六丁目 | 39事業所  | 1,296人  |
| 計           | 233事業所 | 3,383人  |

## 交通

### バス
2020年4月現在
- 大阪シティバス[15]
  - 4号系統：喜連西住道矢田 - 喜連西池前
  - 5号系統：平野西六丁目 - 喜連西口 - 喜連西池前
  - 14号系統：喜連西池前

### 道路
- 国道309号
- 国道479号

## 施設
- 平野警察署
- 平野警察署西喜連交番
- 平野消防署喜連出張所
- 大阪市更生療育センター
- 大阪市立心身障がい者リハビリテーションセンター
- 大阪市職業リハビリテーションセンター
- 大阪府立東住吉総合高等学校
- 大阪市立喜連中学校
- 大阪市立喜連西小学校
- 関西情報工学院専門学校
- 平野喜連西郵便局[16]
- クレオ大阪南（大阪市立男女共同参画センター 南部館）
- スーパーサンコー本社
- ライフ 喜連瓜破店[17]
- 喜連西中央公園
- 喜連西公園
- 喜連北第二公園

## その他

### 日本郵便
- 〒547-0026[3]（集配局：平野郵便局[18]）